# Pierre et Jean (film, 1924)
Pour les articles homonymes, voir Pierre et Jean.
Pour plus de détails, voir Fiche technique et Distribution.
Pierre et Jean est un film français réalisé par Donatien, sorti en 1924.

## Fiche technique
- Titre : Pierre et Jean
- Réalisation : Émile-Bernard Donatien
- Scénario : d'après le roman de Guy de Maupassant[1]
- Adaptation : Camille de Morlhon
- Photographie : Daniel Quintin
- Décors : Donatien
- Production : Films Donatien
- Pays d'origine :  France
- Format :  Noir et blanc - 1,33:1 - Muet
- Durée : 65 minutes
- Date de sortie : France - 11 avril 1924

## Distribution
- Donatien : Pierre Roland
- Georges Charlia : Jean Roland
- Suzanne Desprès : Mme Roland
- Luc Dartagnan : M. Roland
- Lucienne Legrand : Mme Rosémilly